# Tabanus jeanae
Tabanus jeanae är en tvåvingeart som beskrevs av Burton 1978. Tabanus jeanae ingår i släktet Tabanus och familjen bromsar.
Artens utbredningsområde är Thailand. Inga underarter finns listade i Catalogue of Life.